# 팻 뷰캐넌
패트릭 조지프 뷰캐넌(영어: Patrick Joseph Buchanan, 1938년 11월 2일 ~ )은 미국의 보수주의 정치 평론가, 칼럼니스트, 정치인, 방송인이다. 뷰캐넌은 리처드 닉슨, 제럴드 포드, 로널드 레이건 미국 대통령의 보좌관이자 특별 컨설턴트였으며 CNN 《크로스파이어》의 원조 진행자였다. 그는 1992년과 1996년에 공화당 대통령 후보 지명을 받으려고 했다. 2000년에 그는 개혁당의 대통령 후보였다. 그의 캠페인은 외교 문제에 대한 간섭 금지, 불법 이민에 대한 반대, 자유 무역에 의한 제조업의 아웃소싱에 반대하는 것에 초점을 맞추었다. 그는 교육자이자 보수 운동가인 에졸라 포스터를 러닝메이트로 선택했다.

## 사생활
뷰캐넌은 1971년 백악관 직원 셸리 앤 스카니와 결혼했다. 그들은 기퍼라는 이름의 범무늬 고양이를 기르고 있었는데, 보도에 따르면 그는 직원 회의 중에 뷰캐넌의 무릎에 앉았다고 한다. 뷰캐넌은 로마 전례의 특별한 형태로 미사에 참석하는 전통주의 가톨릭 신자로, 교황들을 강하게 옹호했다.

## 역대 선거 결과
| 선거명      | 직책명        | 대수 | 정당   | 득표율 | 득표수 (선거인단) | 결과 | 당락 |
| ----------- | ------------- | ---- | ------ | ------ | ----------------- | ---- | ---- |
| 2000년 선거 | 미국의 대통령 | 43대 | 개혁당 | 0.43%  | 448,895표 (0명)   | 4위  | 낙선 |

## 같이 보기
- 기독교 우파
- 헌법당
- 문화전쟁
- 내정 불간섭의 원칙
- 고보수주의
- 우익 포퓰리즘
- 보호무역
- 화이트 내셔널리즘